# 櫻Trick
《櫻Trick》是タチ（tachi）以四格漫畫形式創作的日本漫畫作品，於芳文社旗下《Manga Time Kirara Miracle!》雜誌Vol.1（2011年3月發售）連載至2017年10月号（2017年8月发售），單行本已出版8冊。本作於《Manga Time Kirara Miracle!》2013年8月號發表動畫化消息。

## 故事簡介
高山春香與園田優兩位好友，一起升學至3年後即將面臨合併廢校的美里西高中。喜歡優的春香，對於優很快就和其他同學混熟感到很不是滋味，而想成為優最特別的好友。察覺春香想法的優，提議兩人一起進行「絕對不會和其他同學一起做的事情」，而對春香來說，絕對不會和其他同學一起做的「特別行動」便是「接吻」…。

## 登場人物
高山春香（聲：戶松遙）
8月25日生，處女座。
本作主角，美里西高中一年級學生，白色緞帶是她的註冊商標。
與優熟識前沒有其他好友，因此重度依賴著優，連座位沒靠在一起都大受打擊。除此之外，連看到優和其他同學手挽著手，都會覺得自己的特別座被別人搶走而忌妒不已。
個性有點天然呆，但成績不錯，能夠指導優學習。
園田優（聲：井口裕香）
6月24日生，巨蟹座。
本作另一主角，是春香的好朋友兼女朋友，花型髮飾是她的註冊商標。
很愛撒嬌，除了對春香外，也會對琴音等好友撒嬌。
成績不是很好，常常抄春香的作業，也常被留下來課後輔導，在最後與春香告白，故事告一段落。
野田琴音（聲：相坂優歌）
1月3日生，摩羯座。
春香與優的同學，和雫是表姊妹，並寄住在雫的家裡。
個性活潑，喜歡熱鬧。看起來普通其實家裡非常有錢。
南雫（聲：五十嵐裕美）
4月15日生，牡羊座。
春香與優的同學，和琴音是表姊妹。
平時面無表情，生氣時反而會面露出笑容。
池野楓（聲：淵上舞）
2月2日生，水瓶座。
春香等人的同學，擔任班長。
和琴音與柚同國中，其中和柚感情特別好。
飯塚柚（聲：戶田惠）
9月27日生，天秤座。性格偏假小子，已经领有摩托车驾照。
春香等人的同學，和琴音以及枫是初中同学，和楓感情特別好。
園田美月（聲：藤田咲）
8月10日生，獅子座。
優的姊姊，美里西高中三年級學生，擔任學生會長。和優戴著相同髮飾。
對優升上高中後，有關春香的話題增加不少感到不可思議，後來在目擊優與春香接吻後，開始懷疑兩人的關係。
在不断跟随春香是否与妹妹有关系的过程中喜歡上春香。
乙川澄（聲：麻倉桃）
5月30日生，天蠍座。
美里西高中二年級學生，學生會成員，美月畢業後接任學生會長職務。说话会有口癖。
坂井理奈（聲：遠藤祐里香）
11月8日生，雙子座。
美月的同學，學生會副會長。

## 出版書籍
| 卷數 | 芳文社         | 芳文社                 |
| 卷數 | 發售日期       | ISBN                   |
| ---- | -------------- | ---------------------- |
| 1    | 2012年8月27日  | ISBN 978-4-8322-4187-9 |
| 2    | 2013年2月27日  | ISBN 978-4-8322-4268-5 |
| 3    | 2013年10月26日 | ISBN 978-4-8322-4360-6 |
| 4    | 2014年2月27日  | ISBN 978-4-8322-4410-8 |
| 5    | 2014年12月25日 | ISBN 978-4-8322-4507-5 |
| 6    | 2015年10月27日 | ISBN 978-4-8322-4627-0 |
| 7    | 2016年10月27日 | ISBN 978-4-8322-4756-7 |
| 8    | 2017年9月27日  | ISBN 978-4-8322-4873-1 |

## 電視動畫
2014年1月9日開始於TBS電視台、BS-TBS播放。

### 製作人員
- 原作：「櫻Trick」（《Manga Time Kirara Miracle》連載／芳文社）
- 監督、系列構成：石倉賢一（日语：石倉賢一）
- 角色設計：坂井久太
- 美術監督：田山修
- 色彩設計：渡邊浩
- 攝影監督：滨尾繁光
- 編輯：松原理惠
- 音響監督：飯田樹
- 音樂：中西亮輔（日语：中西亮輔）
- 音樂製作：波麗佳音
- 音響製作：DAX Production
- 製片人：田中潤一朗、高取昌史、小林宏之、浦崎宣光、青木繪理子
- 動畫製作：STUDIO DEEN
- 製作協力：波麗佳音、芳文社、STUDIO DEEN、Memory-Tech（日语：メモリーテック）
- 製作：TBS、櫻Trick製作委員會

### 主題曲
片頭曲
「Won(*3*)Chu KissMe!」
作詞：Funta3，作曲、編曲：Funta7
主唱：SAKURA*TRICK（高山春香（戶松遙）、園田優（井口裕香）、野田琴音（相坂優歌）、南雫（五十嵐裕美）、池野楓（淵上舞）、飯塚柚（戶田惠））
片尾曲
「Kiss(and)Love」（第1話－第7話、第9話－第12話）
作詞、編曲：Funta7，作曲：Funta3，主唱：SAKURA*TRICK【春香&優】（高山春香（戶松遙）、園田優（井口裕香））
「Sweet Kiss」（第8話）
作詞、作曲：石井伸昂，編曲：高木洋
主唱：SAKURA*TRICK【園田美月&乙川澄&坂井理奈】（藤田咲、麻倉桃、遠藤優里香）
插曲
（第6話）
作詞：芳賀政哉，作曲：中西亮輔，編曲：中西亮輔、高橋諒，主唱：
（第9話）
作詞：谷村大四郎、，作曲：中西亮輔，編曲：中西亮輔、芳賀政哉，主唱：

### 各話列表
| 話數    | 話數 | 日文標題 | 中文標題                 | 劇本       | 分鏡            | 演出              | 作畫監督                                                  | 總作畫監督        | 片尾插畫 |
| ------- | ---- | -------- | ------------------------ | ---------- | --------------- | ----------------- | --------------------------------------------------------- | ----------------- | -------- |
| Trick1  | A    |          | 櫻色的開始               | 武田浩介   | 石倉賢一        | 村田尚樹          | 森本浩文 石川洋一                                         | 坂井久太          |          |
| Trick1  | B    |          | 炒麵、陽台與女孩子       | 武田浩介   | 石倉賢一        | 村田尚樹          | 森本浩文 石川洋一                                         | 坂井久太          |          |
| Trick2  | A    |          | 另一個櫻色               | 山田花名   | 田所修          | 森義博            | 山内則康、鎌田均 猿渡聖加、梶浦紳一郎                     | 坂井久太 森本浩文 | CUTEG    |
| Trick2  | B    |          | 放學後和小哈利一起♥      | 山田花名   | 田所修          | 森義博            | 山内則康、鎌田均 猿渡聖加、梶浦紳一郎                     | 坂井久太 森本浩文 | CUTEG    |
| Trick3  | A    |          | 會長是姐姐               | 谷村大四郎 | 南康宏          | 久保太郎          | 西尾智惠、小川繪理 佐藤麻里耶                             | 坂井久太 森本浩文 |          |
| Trick3  | B    |          | 清掃泳池時的約定         | 谷村大四郎 | 南康宏          | 久保太郎          | 西尾智惠、小川繪理 佐藤麻里耶                             | 坂井久太 森本浩文 |          |
| Trick4  | A    |          | 吃醋大作戰？             | 谷村大四郎 | 阿部達也        | 木村延景          | 加藤萬由子 松尾亞希子                                     | 坂井久太 森本浩文 |          |
| Trick4  | B    |          | 難道是試膽大會！？       | 谷村大四郎 | 阿部達也        | 木村延景          | 加藤萬由子 松尾亞希子                                     | 坂井久太 森本浩文 |          |
| Trick5  | A    |          | 和姐姐一起喝茶！         | 武田浩介   | 伊藤真朱        | 伊藤真朱          | 藤田正幸、淺井昭人 鎌田均                                 | 坂井久太 森本浩文 | 川井真琴 |
| Trick5  | B    |          | 魔女、蘋果與姐姐         | 武田浩介   | 伊藤真朱        | 伊藤真朱          | 藤田正幸、淺井昭人 鎌田均                                 | 坂井久太 森本浩文 | 川井真琴 |
| Trick6  | A    |          | 文化祭來了☆留宿一晚♥     | 谷村大四郎 | 小俣真一        | 村田尚樹          | 河南正昭、森本浩文 石川洋一、西尾智惠                     | 坂井久太 森本浩文 | 原悠衣   |
| Trick6  | B    |          | 文化祭來了☆正式開始！    | 谷村大四郎 | 小俣真一        | 村田尚樹          | 河南正昭、森本浩文 石川洋一、西尾智惠                     | 坂井久太 森本浩文 | 原悠衣   |
| Trick7  | A    |          | 泳裝服務☆也有露點鏡頭唷♥ | 武田浩介   | 名村英敏        | 南康宏            | 出野喜則、木村友美 築山翔太                               | 坂井久太 森本浩文 |          |
| Trick7  | B    |          | 和小優去購物♥            | 武田浩介   | 名村英敏        | 南康宏            | 出野喜則、木村友美 築山翔太                               | 坂井久太 森本浩文 |          |
| Trick8  | A    |          | 櫻色的婚禮               |            | 中野英明        | 中野英明          | 西尾智惠、鎌田均 大塚八愛、藤田正幸 實藤晴香、石川洋一    | 坂井久太 森本浩文 | 玄鐵絢   |
| Trick8  | B    |          | 櫻色的聖誕               |            | 中野英明        | 中野英明          | 西尾智惠、鎌田均 大塚八愛、藤田正幸 實藤晴香、石川洋一    | 坂井久太 森本浩文 | 玄鐵絢   |
| Trick9  | A    |          | 年末初登場的S·B·J·K      | 谷村大四郎 | 宮尾佳和        | 久保太郎 吉田俊司 | 森本浩文、櫻井正明 淺井昭人、飯飼一幸 加藤萬由子          | 坂井久太 森本浩文 | Anmi     |
| Trick9  | B    |          | 續·吃醋大作戰！？        | 谷村大四郎 | 宮尾佳和        | 久保太郎 吉田俊司 | 森本浩文、櫻井正明 淺井昭人、飯飼一幸 加藤萬由子          | 坂井久太 森本浩文 | Anmi     |
| Trick10 | A    |          | 下雪的日子、回憶與衝擊   | 山田花名   | 石倉賢一 南康宏 | 小野田雄亮        | 石川洋一、小川繪理 出野喜則、築山翔太 木村友美、 岡田雅人 | 坂井久太 森本浩文 |          |
| Trick10 | B    |          | 體育倉庫裡的約定         | 山田花名   | 石倉賢一 南康宏 | 小野田雄亮        | 石川洋一、小川繪理 出野喜則、築山翔太 木村友美、 岡田雅人 | 坂井久太 森本浩文 |          |
| Trick11 | A    |          | 會長是小澄澄的說！       | 武田浩介   | 木村延影        | 木村延影          | 森本浩文、小野可奈子 藤田正幸、鎌田均 渡部桂太、大塚八愛  | 坂井久太 森本浩文 |          |
| Trick11 | B    |          | 櫻色的真相               | 武田浩介   | 木村延影        | 木村延影          | 森本浩文、小野可奈子 藤田正幸、鎌田均 渡部桂太、大塚八愛  | 坂井久太 森本浩文 |          |
| Trick12 | A    |          | 布丁與美月的決心         | 谷村大四郎 | 小俣真一        | 久保太郎 渡邊浩   | 木村友美、石川洋一 龜谷響子、 淺井昭人、北原廣大 森本浩文 | 坂井久太 森本浩文 |          |
| Trick12 | B    |          | 櫻Trick                  | 谷村大四郎 | 小俣真一        | 久保太郎 渡邊浩   | 木村友美、石川洋一 龜谷響子、 淺井昭人、北原廣大 森本浩文 | 坂井久太 森本浩文 |          |

### 播放電視台
日本深夜動畫：下文記載的日本国内播放時間使用日本標準時間（UTC+9）表示。因為部分時間标识會採用30小时制，因此請留意这类超过24:00的时间，其實際播放時間為翌日清晨。
| 播放地區   | 播放電視台   | 播放日期               | 播放時間（UTC+9）         | 所屬聯播網          | 備註 |
| ---------- | ------------ | ---------------------- | ------------------------- | ------------------- | ---- |
| 關東廣域圈 | TBS電視台    | 2014年1月9日－3月27日  | 星期四 25時58分－26時28分 | 日本新聞網          |      |
| 近畿廣域圈 | 每日放送     | 2014年1月13日－3月31日 | 星期一 27時25分－27時55分 | 日本新聞網          |      |
| 中京廣域圈 | 中部日本放送 | 2014年1月16日－        | 星期四 27時13分－27時43分 | 日本新聞網          |      |
| 日本全國   | BS-TBS       | 2014年1月18日－        | 星期六 25時30分－26時00分 | 日本新聞網 衛星電視 |      |

## 註解
1. ↑  . Comic Natalie (Natalie). 2014年1月27日  [2019年3月16日]. （原始内容存档于2019年9月24日） （日语）.
2. ↑  . “樱Trick”电视动画官方网站.   [2019年3月16日]. （原始内容存档于2020年1月30日） （日语）.
3. ↑  . 秋葉原部落格. 2018年11月18日  [2019年3月16日]. （原始内容存档于2019年5月13日） （日语）.
4. ↑  .   [2013-12-30]. （原始内容存档于2013-12-30）.
5. ↑  . 秋葉原部落格. 2011年3月18日  [2016年4月8日]. （原始内容存档于2016年4月19日） （日语）.
6. ↑  . Comic Natalie (Natalie). 2017年8月16日  [2017年8月16日]. （原始内容存档于2019年6月11日） （日语）.
7. ↑  . Comic Natalie (Natalie). 2013年6月15日  [2013-06-20]. （原始内容存档于2019-06-18） （日语）.
8. 1 2 3 4 5 6 7  單行本第1集第2頁
9. ↑  兩人當時用意外事故蒙混過去。
10. 1 2  Manga Time Kirara Miracle (芳文社): 6頁. 缺少或|title=为空 (帮助)
11. ↑  . 芳文社.   [2017-08-16]. （原始内容存档于2021-08-31） （日语）.

## 外部連結
- 作品介紹頁 （页面存档备份，存于）（Manga Time Kirara官方網站）（日語）
- . Manga Time Kirara官方网站. （原始内容存档于2016-03-16）.（日語）
- 櫻Trick 官方網站（TBS電視台） （页面存档备份，存于） （日語）
- 電視動畫櫻Trick官方的X（前Twitter） （日語）